# Romanogobio kesslerii
Il gobione del Kessler o gobione di sabbia (Romanogobio kesslerii) è un pesce osseo di acqua dolce appartenente alla famiglia Cyprinidae.

## Distribuzione e habitat
Si trova nei bacini dei fiumi Dniestr, Vistola e negli affluenti del Danubio, in cui non esiste nel corso principale.
Vive in acque turbinose ed a corrente molto forte nei fiumi di montagna o di alta collina. Frequenta esclusivamente fondi sabbiosi.

## Descrizione
È molto simile al gobione comune da cui si distingue sia per i barbigli nettamente più lunghi che superano l'occhio se tirati indietro che per il peduncolo caudale più snello ed affusolato, l'ano più vicino alle pinne ventrali che alla pinna anale ed altri piccoli particolari. Le scaglie dorsali sono percorse da piccole creste epiteliali (tipiche di quasi tutti i Romanogobio) ben visibili con una lente ma che possono scomparire se il pesce è preso in mano o conservato con scarsa cura.
Il dorso è grigio o verdastro, spesso con ampie macchie scure con riflessi azzurri disposte regolarmente. Sui fianchi, subito sopra la linea laterale, c'è una fascia scura più o meno visibile. Al di sotto di questa fascia il corpo ha colore chiaro. La pinna dorsale e la pinna caudale presentano macchie scure di solito fuse a formare una banda sulla dorsale e due o tre sulla caudale.
Raggiunge al massimo i 13 cm.

## Biologia
Vive in branchi. Non effettua migrazioni. Ha attività diurna.

### Alimentazione
Si ciba di invertebrati bentonici e, spesso, di insetti trasportati dalla corrente.

### Riproduzione
Avviene tra maggio e settembre, le uova vengono deposte poche alla volta per tutto questo lungo periodo. Le uova sono deposte in acqua libera e per un certo tempo fluttuano liberamente nella corrente prima di cadere sul fondo ed attaccarsi agli ostacoli subacquei.

## Pesca
La pesca è occasionale e viene consumato fritto assieme ad altri piccoli pesci.

## Conservazione
La specie non è minacciata ma ci si aspetta una sua diminuzione numerica perché mal tollera l'inquinamento organico.

## Tassonomia
Pare che sotto il nome di Romanogobio kesslerii siano in realtà raccolte più specie strettamente affini.

## Specie affini
Romanogobio antipai (Banarescu, 1953) è una specie molto simile a R. kesslerii, nota solo per la parte terminale del Danubio. Questa specie sembra estinta negli anni '60 per ragioni ignote.